# Easy A
Easy A (bra: A Mentira; prt: Ela É Fácil) é um filme estadunidense de 2010 do gênero comédia romântica escrito por Bert V. Royal, com a direção de Will Gluck. Foi estrelado por Emma Stone, Penn Badgley, Amanda Bynes, Dan Byrd, Thomas Haden Church, entre outros. O filme foi lançado em 17 de setembro de 2010 na América do Norte. Artísticamente, o filme foi inspirado no livro The Scarlet Letter.

## Sinopse
Tudo começa quando Olive (Emma Stone), uma garota impopular que faria de tudo para ser notada, conta mentiras para sua melhor amiga Rhi (Aly Michalka), e depois de ser pressionada por ela, Olive conta que perdeu a virgindade com um cara da faculdade. Mas em vez disso, Olive passou o final de semana em casa, ouvindo "Pocketful Of Sunshine" de um cartão que recebeu de seu avô. Marianne Bryant (Amanda Bynes) uma religiosa e fofoqueira da escola, escuta sobre as mentiras e espalha tudo por toda a escola, e Olive passa a ser conhecida como a garota mais desavergonhada da escola. Assim ela mantém sua fama, cobrando a rapazes, também considerados impopulares, para fingir ter saído com eles.

## Elenco
- Emma Stone como Olive Penderghast, a protagonista do filme
  - Juliette Goglia quando Olive era mais jovem
- Amanda Bynes como Marianne Bryant, a antagonista do filme
- Penn Badgley como "Woodchuck" Todd, paixão de Olive
  - Braeden Lemasters quando Todd era mais jovem
- Cam Gigandet como Micah, namorado de Marianne
- Thomas Haden Church como Jack Griffith, professor favorito de Olive
- Patricia Clarkson como Rosemary Penderghast, mãe de Olive
- Lisa Kudrow como Sra. Griffith, conselheira de escola de Olive e esposa do professor Jack Griffith
- Malcolm McDowell como o diretor Gibbons
- Aly Michalka como Rhiannon "Rhi" Abernathy, melhor amiga de Olive
- Stanley Tucci como Dill Penderghast, pai de Olive
- Dan Byrd como Brandon, amigo gay de Olive
- Mahaley Hessam como Nina Howell, melhor amiga de Marianne
- Bryce Clyde Jenkins como Chip Penderghast, irmão adotado de Olive
- Johanna Braddy como Melody Bostic
- Jake Sandvig como Anson
- Fred Armisen como Pastor Bryant, pai de Marianne
- Stacey Travis como Sra. Bryant, mãe de Marianne
- Bonnie Burroughs como mãe de Micah

## Produção

### Desenvolvimento
O roteirista Bert V. Real afirma ter escrito o roteiro inteiro.
A canção de Natasha Bedingfield, "Pocketful of Sunshine", que se torna uma piada no filme, não estava no roteiro original. O diretor Will Gluck disse que escreveu as cenas que contém "Pocketful of Sunshine", porque suas filhas adoram essa música.
De acordo com o diretor, palavrões no filme aparecem 47 vezes no projeto original, porém todas as cenas foram cortadas do filme. Embora o filme tenha obtido uma classificação de 12 anos, no Reino Unido o filme obteve uma classificação de 15 anos.

### Filmagem
Todo o filme foi filmado em Ojai, Califórnia. Todo o conjunto do filme foi usado, até mesmo as casas do filme pertencem a Ojai. A escola usada como "Escola do Norte de Ojai High" no filme é Nordhoff High School, também localizada em Ojai, Califórnia.

## Lançamento
Easy A teve sua estreia mundial no Festival Internacional de Cinema de Toronto. A trilha sonora do filme é composta por vários cantores, entre eles são Natasha Bedingfield, Jessie J e Simple Minds. A trilha sonora foi lançada três dias antes do filme. Stone foi indicada ao Globo de Ouro de Melhor Atriz - Comédia ou Musical em 2010.

## Recepção

### Bilheteria
O filme estreou em 17 de setembro de 2010 e arrecadou US$ 6 787 163 dólares no dia de lançamento e US$ 17 734 040 em sua semana de estreia, ficando em segundo lugar, atrás de The Town. O filme arrecadou um total de US$ 58 401 464 nos Estados Unidos e no Canadá e US$ 16 624 863, mundialmente o filme arrecadou US$ 75 026 327, tornando-se razoavelmente bem financeiro.

### Recepção da crítica
O filme recebeu críticas positivas dos críticos, e o desempenho de Emma Stone no filme foi muito elogiado. A Rotten Tomatoes deu uma classificação de 85%, com 175 opiniões, com uma pontuação média de 7.1/10, e afirmou "É uma comédia para todas as idades, principalmente para os adolescentes, que ainda conta com a irresistível Emma Stone". O Metacritic atribuiu ao filme uma pontuação média de 72% com base em 34 avaliações de críticos mainstream, indicando então uma crítica favorável.
John Griffiths da Us Weekly deu ao filme duas estrelas e meia de quatro, ele elogiou Stone, dizendo que "Sua voz rouca e cabelos são espetaculares, parece Lindsay Lohan no início de sua carreira", mas também acrescentou que a história era "pequena, e sem vida".

## Prêmios e indicações
| Prêmio                                    | Categoria                                          | Destinados               | Resultado |
| ----------------------------------------- | -------------------------------------------------- | ------------------------ | --------- |
| Globo de Ouro                             | Globo de Ouro de Melhor Atriz - Comédia ou Musical | Emma Stone               | Indicado  |
| Casting Society of America                | Melhor Atriz de Comédia                            | Lisa Miller Katz         | Indicado  |
| The Comedy Awards                         | Melhor Atriz de Comédia                            | Emma Stone               | Indicado  |
| The Comedy Awards                         | Melhor Diretor de Comédia                          | Will Gluck               | Indicado  |
| The Comedy Awards                         | Melhor Filme de Comédia                            |                          | Indicado  |
| People's Choice Award                     | Melhor Filme de Comédia                            |                          | Indicado  |
| Broadcast Film Critics Association Awards | Melhor Filme de Comédia                            |                          | Venceu    |
| MTV Movie Awards                          | Melhor Atriz de Comédia                            | Emma Stone               | Indicado  |
| MTV Movie Awards                          | Melhor Atriz                                       | Emma Stone               | Venceu    |
| MTV Movie Awards                          | Melhor Protagonista e Antagonista                  | Emma Stone eAmanda Bynes | Indicado  |
| Teen Choice Awards                        | Melhor Filme: Comédia ou Romance                   |                          | Venceu    |
| Teen Choice Awards                        | Melhor Ator: Comédia ou Romance                    | Penn Badgley             | Indicado  |
| Teen Choice Awards                        | Melhor Atriz: Comédia ou Romance                   | Emma Stone               | Venceu    |
| Teen Choice Awards                        | Melhor Atriz                                       | Alyson Michalka          | Indicado  |
| The A.C.E. Awards                         | Melhor edição                                      | Susan Littenberg         | Indicado  |

## Trilha sonora
A trilha sonora foi lançada pela Madison Gate Records em 14 de setembro de 2010, e está disponível no iTunes Store. Ela possui canções de Jessie J, OneRepublic, Natasha Bedingfield, Lanka, Kardinal Offishall e The Pussycat Dolls.[carece de fontes?]
| Edição padrão |                                           |                         |         |  |
| N.º           | Título                                    | Cantada por             | Duração |  |
| 1.            | "Change of Seasons"                       | Sweet Thing             | 3:46    |  |
| 2.            | "Bad Before Good"                         | Day One                 | 3:50    |  |
| 3.            | "Trouble Is a Friend"                     | Lenka                   | 3:37    |  |
| 4.            | "If You Were Here"                        | Cary Brothers           | 3:49    |  |
| 5.            | "15 Minutes"                              | The Yeah You's          | 3:30    |  |
| 6.            | "Cupid Shoot Me"                          | Remi Nicole             | 3:43    |  |
| 7.            | "Satellite"                               | Kram                    | 3:06    |  |
| 8.            | "Don't You (Forget About Me)"             | AM                      | 4:23    |  |
| 9.            | "We Go Together"                          | I Heart Homework        | 3:17    |  |
| 10.           | "Numba 1 (Tide Is High)"                  | Kardinal Offishall      | 3:42    |  |
| 11.           | "Perfect Picture"                         | Carlos Bertonatti       | 3:06    |  |
| 12.           | "The Wolf"                                | Miniature Tigers        | 2:35    |  |
| 13.           | "Sexy Silk"                               | Jessie J                | 2:43    |  |
| 14.           | "When Life Gives Me Lemons/Make Lemonade" | The Boy Least Likely To | 3:42    |  |
| 15.           | "Pocketful Of Sunshine"                   | Natasha Bedingfield     | 3:24    |  |
| 16.           | "Don't You (Forget About Me)"             | Simple Minds            | 4:23    |  |